# Zagrzebnica wielka
Zagrzebnica wielka (Heleioporus australiacus) – gatunek płaza bezogonowego z rodziny Limnodynastidae.

## Systematyka
Płaz ten należy do rodzaju Heleioporus. Zalicza się do rodziny Limnodynastidae bądź żółwinkowatych (Myobatrachidae). W tym drugim wypadku do żółwinkowatych włącza się jako podrodzinę Limnodynastinae, do których także zalicza się rodzaj Heleioporus. Należy do niego 6 gatunków.
Według niektórych autorów (Penman i in. 2004, Hunter i in. 2018) południowe i północne populacje mogą w rzeczywistości stanowić osobne gatunki, jednak potwierdzenie tego wymaga dalszych badań.

## Tryb życia
Osobniki tego gatunku spotyka się cały rok, jednak szczyt aktywności przypada na luty, kwiecień i maj, co wynika z pracy Penmana i współpracowników z 2006.
Zagrzebnica wielka rozmnaża się od wiosny do jesieni. Rozród zazwyczaj przebiega w tymczasowych zbiornikach wodnych, rzadziej w istniejących stale. Samce zajmują miejsca w częściowo zatopionych wodą jamkach u brzegów lub w ich pobliżu poniżej gęstej roślinności. Nawołują płeć przeciwną.
Samica składa jaja zwane skrzekiem. Średnica pojedynczego jaja wynosi 2,6 mm. W złożonej masie występuje ich od 775 do 1239, co policzyli Watson i Martin, opisując to w 1973, lub 698–807, co z kolei odnotował Daly w 1996. W badaniu uwzględnili 4 kłęby jaj. Kłęby te pozostawiane były w jamkach lub pośród gęstej roślinności w wodzie stałej lub powoli płynącej.
Kolejnym stadium rozwojowym tego płaza jest wolno żyjąca larwa zwana kijanką. By stać się dorosłym płazem, musi ona ulec przeobrażeniu (metamorfozie), co następuje po 3 bądź 11 miesiącach życia.

## Rozmieszczenie geograficzne
Płaz zamieszkuje kontynent australijski. Spotyka się go w Nowej Południowej Walii, jak też w Wiktorii. Jego zasięg występowania wedle IUCN obejmuje wschodnie stoki Wielkich Gór Wododziałowych, a także tereny przybrzeżne, rozciągające się od Walhalla w Wiktorii, na wschodzie tego stanu, do południowego krańca Olney State Forest w Nowej Południowej Walii. Od wybrzeża zapuszcza się na 100 km w głębi lądu.
Płaz bytuje na różnych wysokościach, spotyka się go zarówno na poziomie morza, jak i do 1000 metrów powyżej.

## Ekologia
Zagrzebnica wielka zajmuje różne siedliska leśne. Zasiedla zarówno lasy suche, jak i wilgotne, zamieszkuje strefy przybrzeżne. Na środkowym wybrzeżu Nowej Południowej Walii zajmuje tereny położone na glebach piaszczystych.

## Zagrożenia i ochrona
W Czerwonej księdze gatunków zagrożonych IUCN zagrzebnica wielka od 2023 roku klasyfikowana jest jako gatunek zagrożony (EN, ang. Endangered); wcześniej, od 2002 roku uznawano ją za gatunek narażony (VU, ang. Vulnerable).
Historycznie był to gatunek lokalnie pospolity w rejonie Sydney, jednak według informacji dostępnych w 2001 roku już wówczas był rzadki. Do tej pory jest rzadko spotykany, a jego liczebność szybko spada. Najczęściej odnotowuje się jednego bądź kilka osobników. Do zagrożeń dla gatunku należą m.in. intensywne pozyskiwanie drewna, wypas bydła, introdukcja drapieżników lądowych i wodnych, zmiany w środowisku wynikające z urbanizacji, a także zanieczyszczenia i choroby, w tym chytridiomikoza – grzybicza choroba powodowana przez Batrachochytrium dendrobatidis.